# Partido judicial de Córdoba
El partido judicial de Córdoba es uno de los 85 partidos judiciales en los que se divide la comunidad autónoma de Andalucía y creado por Real Decreto en 1983, como número ocho de los doce en que se divide la provincia de Córdoba, en España.

## Ámbito geográfico
El ámbito territorial, que viene regulado por el Real Decreto 529/1983, de 9 de marzo, comprende los municipios:
| Partido Judicial | Capital de partido | Municipios que comprende                                                      |
| ---------------- | ------------------ | ----------------------------------------------------------------------------- |
| 7                | Córdoba            | Castro del Río, Córdoba, Espejo, Obejo, Villaharta y Villaviciosa de Córdoba. |